# Manuel Ruedi
Manuel Ruedi, né en 1962 à La Chaux-de-Fonds, est un zoologiste suisse. Il étudie les musaraignes d'Asie du Sud-Est dans le début des années 1990, puis l'évolution et la systématique des chauves-souris.

## Biographie
Manuel Ruedi nait à La Chaux-de-Fonds le 12 mai 1962. Il obtient un diplôme en sciences naturelles à l'Université de Lausanne en 1986, puis un master ès sciences en biologie en 1988. Il devient docteur en zoologie à l'Université de Lausanne en 1994 en soutenant sa thèse « Zoogéographie et taxonomie des Crocidurinés d'Asie du Sud-Est (Insectivora, Mammalia) », menée sous la direction de Peter Vogel. De 1995 à 1996, il effectue un travail postdoctoral sous la direction de James L. Patton au Museum of Vertebrate Zoology de l'Université de Californie à Berkeley. En 1997, il reçoit une bourse de recherche de la Suisse et revient sur Lausanne, où il est directeur de recherche à l'Institut d'Écologie. Il rejoint le Muséum d'histoire naturelle de Genève en 1999, où il est conservateur en mammalogie et ornithologie depuis 2001.

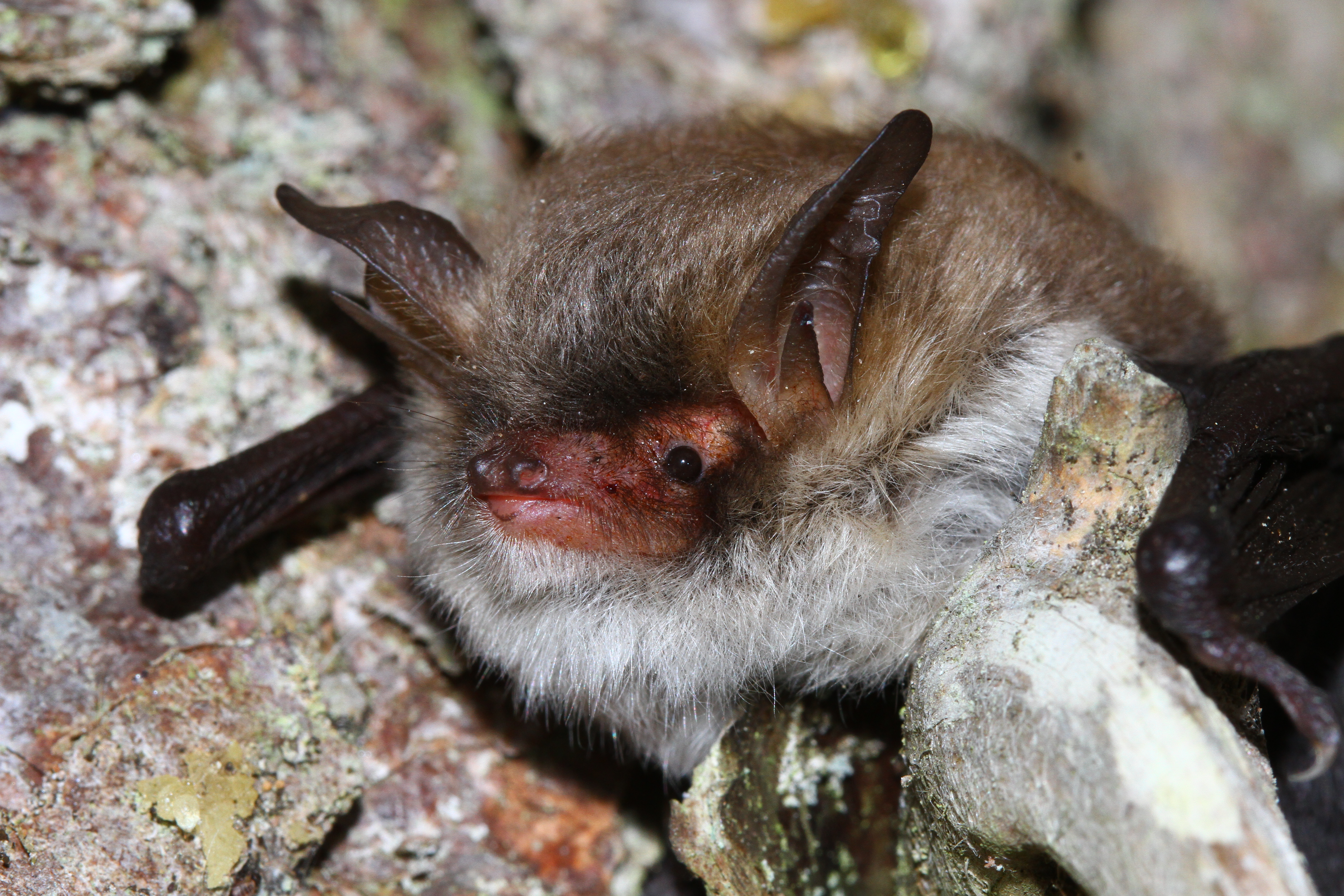
Le Murin cryptique Myotis crypticus Ruedi, Ibáñez, Salicini, Juste & Puechmaille, 2019, ici photographié par son premier descripteur.

La recherche de Manuel Ruedi se concentre sur les reconstructions phylogénétiques et les analyses biogéographiques, notamment basées sur des données moléculaires. Il a également développé plusieurs programmes de recherche sur la génétique des populations et la systématique des chauves-souris. Il a notamment décrit plusieurs taxons de musaraignes et de chauves-souris :
Famille
- Cistugidae Lack, Roehrs, Stanley, Ruedi & Van Den Bussche[2]

Genres
- Paremballonura Goodman, Puechmaille, Friedli-Weyeneth, Gerlach, Ruedi, Schoeman, Stanley & Teeling, 2012
- Cassistrellus Ruedi, Eger, Lim & Csorba, 2017[3]

Espèces
- Cassistrellus yokdonensis Ruedi, Eger, Lim & Csorba, 2017
- Coleura kibomalandy Goodman, Puechmaille, Friedli-Weyeneth, Gerlach, Ruedi, Schoeman, Stanley & Teeling, 2012
- Crocidura hutanis Ruedi & Vogel, 1995
- Crocidura musseri Ruedi & Vogel, 1995
- Glischropus meghalayanus Saikia, Ruedi & Csorba, 2022
- Miniopterus aelleni Goodman, Maminirina, Friedli-Weyeneth, Bradman, Christidis, Ruedi & Appleton, 2010
- Miniopterus phillipsi Kusuminda, Mannakkara, Ukuwela, Kruskop, Amarasinghe, Saikia, Venugopal, Karunarathna, Gamage, Ruedi, Csorba, Yapa & Patterson, 2022
- Murina jaintiana Ruedi, Biswas & Csorba, 2012
- Murina pluvialis Ruedi, Biswas & Csorba, 2012
- Myotis crypticus Ruedi, Ibáñez, Salicini, Juste and Puechmaille, 2019
- Myotis himalaicus Ruedi, Chakravarty, Saikia & Csorba, 2025
- Myotis nustrale Ruedi, Beuneux & Puechmaille, 2023
- Myotis secundus Ruedi, Csorba, Lin et Chou, 2015
- Myotis soror Ruedi, Csorba, Lin & Chou, 2015
- Myotis zenatius Ibáñez, Juste, Salicini, Puechmaille & Ruedi, 2019
- Rhinolophus namuli Curran, Kopp, Ruedi, and Bayliss, 2022
- Tylonycteris tonkinensis Tu, Csorba, Ruedi & Hassanin, 2017

En 2018, il est l'auteur du chapitre sur les musaraignes (Soricidae) dans le huitième volume de l'encyclopédie de référence Handbook of the Mammals of the World ; en 2019 il contribue au neuvième et dernier volume de la série, sur les chauves-souris, en écrivant la monographie sur les Cistugidae.

## Publications
Manuel Ruedi est l'auteur de nombreuses publications, dont :
Années 2020
- (en) Tommy Andriollo, Johan R. Michaux et Manuel Ruedi, « Food for everyone: Differential feeding habits of cryptic bat species inferred from DNA metabarcoding », Molecular Ecology, Wiley-Blackwell, vol. 30, no 18,‎ 23 juillet 2021, p. 4584-4600 (ISSN 0962-1083 et 1365-294X, OCLC 39265322, PMID 34245618, DOI 10.1111/MEC.16073).
- (en) Andrew M Durso, Rafael Ruiz de Castañeda, Camille Montalcini, M Rosa Mondardini, Jose L Fernandez-Marques, François Grey, Martin M Müller, Peter Uetz, Benjamin M Marshall, Russell J Gray, Christopher E Smith, Donald Becker, Michael Pingleton, Jose Louies, Arthur D Abegg, Jeannot Akuboy, Gabriel Alcoba, Jennifer C Daltry, Omar M Entiauspe-Neto, Paul Freed, Marco Antonio de Freitas, Xavier Glaudas, Song Huang, Tianqi Huang, Yatin Kalki, Yosuke Kojima, Anne Laudisoit, Kul Prasad Limbu, José G Martínez-Fonseca, Konrad Mebert, Mark-Oliver Rödel, Sara Ruane, Manuel Ruedi, Andreas Schmitz, Sarah A Tatum, Frank Tillack, Avinash Visvanathan, Wolfgang Wüster et Isabelle Bolon, « Citizen science and online data: Opportunities and challenges for snake ecology and action against snakebite », Toxicon X, vol. 9-10,‎ juillet 2021, p. 100071 (ISSN 2590-1710, PMID 34278294, PMCID 8264216, DOI 10.1016/J.TOXCX.2021.100071).
- (en) Manuel Ruedi, Uttam Saikia, Adora Thabah, Tamás Görföl, Sanjan Thapa et Gábor Csorba, « Molecular and morphological revision of small Myotinae from the Himalayas shed new light on the poorly known genus Submyotodon (Chiroptera: Vespertilionidae) », Mammalian Biology, Elsevier et Springer Science+Business Media, vol. 101, no 4,‎ 12 janvier 2021, p. 465-480 (ISSN 1616-5047 et 1618-1476, DOI 10.1007/S42991-020-00081-3).
- (en) Uttam Saikia, Adora Thabah et Manuel Ruedi, « Taxonomic and ecological notes on some poorly known bats (Mammalia: Chiroptera) from Meghalaya, India », Journal of Threatened Taxa, Wildlife Information Liaison Development Society (d), vol. 12, no 3,‎ 26 février 2020, p. 15311-15325 (ISSN 0974-7893 et 0974-7907, DOI 10.11609/JOTT.5264.12.3.15311-15325).
- (en) Jodi L Sedlock, Lawrence R Heaney, Danilo S Balete et Manuel Ruedi, « Philippine bats of the genus Kerivoula (Chiroptera: Vespertilionidae): Overview and assessment of variation in K. pellucida and K. whiteheadi », Zootaxa, Magnolia Press (d), vol. 4755, no 3,‎ 25 mars 2020, p. 454-490 (ISSN 1175-5334 et 1175-5326, OCLC 49030618, PMID 32230167, DOI 10.11646/ZOOTAXA.4755.3.2).
- (en) Jonathan Pesaresi et Manuel Ruedi, « First record of a presumed wild common genet (Genetta genetta) in Switzerland », Revue suisse de zoologie, MHNG, vol. 127, no 1,‎ 2020, p. 101-104 (ISSN 0035-418X, DOI 10.35929/RSZ.0010, lire en ligne).

Années 2010
- (en) Manuel Ruedi, Sébastien J. Puechmaille, Carlos Ibáñez et Javier Juste, « Unavailable names in the Myotis nattereri species complex », Journal of Biogeography, Wiley-Blackwell, vol. 46, no 9,‎ juin 2019, p. 1-2 (ISSN 0305-0270 et 1365-2699, OCLC 45446950, DOI 10.1111/JBI.13665).
- (en) Tommy Andriollo, François Gillet, Johan R Michaux et Manuel Ruedi, « The menu varies with metabarcoding practices: A case study with the bat Plecotus auritus », PLOS One, PLoS, vol. 14, no 7,‎ 5 juillet 2019, e0219135 (ISSN 1932-6203, OCLC 228234657, PMID 31276547, PMCID 6611578, DOI 10.1371/JOURNAL.PONE.0219135).
- (en) Ariadna E. Morales, Manuel Ruedi, Kathryn Field et Bryan C. Carstens, « Diversification rates have no effect on the convergent evolution of foraging strategies in the most speciose genus of bats, Myotis », Evolution, Wiley, vol. 73, no 11,‎ 24 octobre 2019, p. 2263-2280 (ISSN 0014-3820 et 1558-5646, PMID 31579933, DOI 10.1111/EVO.13849).
- (en) Tommy Andriollo et Manuel Ruedi, « Novel molecular tools to identify Plecotus bats in sympatry and a review of their distribution in Switzerland », Revue suisse de zoologie, MHNG, vol. 125, no 1,‎ mars 2018, p. 61-72 (ISSN 0035-418X, DOI 10.5281/ZENODO.1196013).
- (en) Roberto Leonan M. Novaes, Don E. Wilson, Manuel Ruedi et Ricardo Moratelli, « The taxonomic status of Myotis aelleni Baud, 1979 (Chiroptera, Vespertilionidae) », Zootaxa, Magnolia Press (d), vol. 4446, no 2,‎ 17 juillet 2018, p. 257-264 (ISSN 1175-5334 et 1175-5326, OCLC 49030618, PMID 30313889, DOI 10.11646/ZOOTAXA.4446.2.5).
- (en) Tommy Andriollo, Sohrab Ashrafi, Raphaël Arlettaz et Manuel Ruedi, « Porous barriers? Assessment of gene flow within and among sympatric long‐eared bat species », Ecology and Evolution, Wiley-Blackwell et Wiley, vol. 8, no 24,‎ décembre 2018, p. 12841-12854 (ISSN 2045-7758, OCLC 757379582, PMID 30619587, PMCID 6309003, DOI 10.1002/ECE3.4714).
- (en) Javier Juste, Manuel Ruedi, Sébastien J. Puechmaille, Irene Salicini et Carlos Ibáñez, « Two new cryptic bat species within the Myotis nattereri species complex (Vespertilionidae, Chiroptera) from the Western Palaearctic », Acta Chiropterologica, Musée et institut de zoologie de l'Académie polonaise des sciences (d), vol. 20, no 2,‎ 2018, p. 285-301 (ISSN 1508-1109 et 1733-5329, DOI 10.3161/15081109ACC2018.20.2.001).
- (en) Quentin Dietschi, Joël Tuberosa, Lone Rösingh, Gregory Loichot, Manuel Ruedi, Alan Carleton et Ivan Rodriguez, « Evolution of immune chemoreceptors into sensors of the outside world », Proceedings of the National Academy of Sciences, Washington et États-Unis, NAS, vol. 114, no 28,‎ 26 juin 2017, p. 7397-7402 (ISSN 0027-8424 et 1091-6490, OCLC 43473694 et 1607201, PMID 28652375, PMCID 5514743, DOI 10.1073/PNAS.1704009114).
- (en) Vuong Tan Tu, Gábor Csorba, Manuel Ruedi, Neil M. Furey, Nguyen Truong Son, Vu Dinh Thong, Céline Bonillo et Alexandre Hassanin, « Comparative phylogeography of bamboo bats of the genus Tylonycteris (Chiroptera, Vespertilionidae) in Southeast Asia », European Journal of Taxonomy, Consortium of European Natural History Museums (d), no 274,‎ 9 février 2017, p. 1–38 (ISSN 2118-9773, OCLC 758480175, DOI 10.5852/EJT.2017.274).
- (en) Manuel Ruedi, Judith L. Eger, Burton K. Lim et Gábor Csorba, « A new genus and species of vespertilionid bat from the Indomalayan Region », Journal of Mammalogy, Baltimore, Allen Press (d), OUP et ASM, vol. 99, no 1,‎ 22 décembre 2017, p. 209-222 (ISSN 0022-2372 et 1545-1542, OCLC 1800234, PMID 29674788, PMCID 5901079, DOI 10.1093/JMAMMAL/GYX156).
- (en) Uttam Saikia, Gábor Csorba et Manuel Ruedi, « First records of Hypsugo joffrei (Thomas, 1915) and the revision of Philetor brachypterus (Temminck, 1840) specimens (Chiroptera: Vespertilionidae) from the Indian Subcontinent », Revue suisse de zoologie, MHNG, vol. 124, no 1,‎ 2017, p. 83–89 (ISSN 0035-418X, DOI 10.5281/ZENODO.322668).
- (en) Alexandre Hassanin, Nicolas Nesi, Julie Marin, Blaise Kadjo, Xavier Pourrut, Éric Leroy, Guy-Crispin Gembu, Prescott Musaba Akawa, Carine Ngoagouni, Emmanuel Nakouné, Manuel Ruedi, Didier Tshikung, Célestin Pongombo Shongo et Céline Bonillo, « Comparative phylogeography of African fruit bats (Chiroptera, Pteropodidae) provide new insights into the outbreak of Ebola virus disease in West Africa, 2014-2016. », Comptes Rendus. Biologies, Académie des sciences, vol. 339, nos 11-12,‎ 13 octobre 2016, p. 517-528 (ISSN 1631-0691 et 1768-3238, OCLC 49200702, PMID 27746072, DOI 10.1016/J.CRVI.2016.09.005).
- (en) Alice Cibois, Laurent Vallotton, Nagwa Othman, Claude Weber et Manuel Ruedi, « Type specimens of birds in the collections of the Natural History Museum of Geneva », Revue suisse de zoologie, MHNG, vol. 123, no 2,‎ septembre 2016, p. 269-282 (ISSN 0035-418X, DOI 10.5281/ZENODO.155300).
- (en) Manuel Ruedi, Gábor Csorba, Liang-Kong Lin et Cheng-Han Chou, « Molecular phylogeny and morphological revision of Myotis bats (Chiroptera: Vespertilionidae) from Taiwan and adjacent China », Zootaxa, Magnolia Press (d), vol. 3920, no 1,‎ 20 février 2015, p. 301-342 (ISSN 1175-5334 et 1175-5326, OCLC 49030618, PMID 25781252, DOI 10.11646/ZOOTAXA.3920.2.6, lire en ligne).
- (en) Ricardo Moratelli, Maël Dewynter, Marguerite Delaval, François Catzeflis et Manuel Ruedi, « First record of Myotis albescens (Chiroptera, Vespertilionidae) in French Guiana », Biodiversity Data Journal, Pensoft Publishers (d), no 3,‎ 29 mai 2015, e5314 (ISSN 1314-2828 et 1314-2836, PMID 26069439, PMCID 4458588, DOI 10.3897/BDJ.3.E5314).
- (en) Tommy Andriollo, Yamama Naciri et Manuel Ruedi, « Two mitochondrial barcodes for one biological species: the case of European Kuhl's Pipistrelles (Chiroptera) », PLOS One, PLoS, vol. 10, no 8,‎ 4 août 2015, e0134881 (ISSN 1932-6203, OCLC 228234657, PMID 26241944, PMCID 4524706, DOI 10.1371/JOURNAL.PONE.0134881).
- (en) Petr Benda, Tommy Andriollo et Manuel Ruedi, « Systematic position and taxonomy of Pipistrellus deserti (Chiroptera: Vespertilionidae) », Mammalia, De Gruyter, vol. 79, no 4,‎ novembre 2015, p. 419-438 (ISSN 0025-1461 et 1864-1547, DOI 10.1515/MAMMALIA-2014-0024).
- Jacques Gilliéron, Cyril Schönbächler, Céline Rochet, Manuel Ruedi, Atlas des chauves-souris du bassin genevois (œuvre écrite), Genève, Septembre 2015.
- (en) Gábor Csorba, Cheng-Han Chou, Manuel Ruedi, Tamás Görföl, Masaharu Motokawa, Sigit Wiantoro, Vu Dinh Thong, Nguyen Truong Son, Liang-Kong Lin et Neil Furey, « The reds and the yellows: a review of Asian Chrysopteron Jentink, 1910 (Chiroptera: Vespertilionidae:Myotis) », Journal of Mammalogy, Baltimore, Allen Press (d), OUP et ASM, vol. 95, no 4,‎ 22 août 2014, p. 663-678 (ISSN 0022-2372 et 1545-1542, OCLC 1800234, DOI 10.1644/13-MAMM-A-200).
- (en) Manuel Ruedi, D. Khlur B. Mukhim, Oana Mirela Chachula, Thomas Arbenz et Adora Thabah, « Discovery of new colonies of the rare Wroughton’s Free-tailed Bat Otomops wroughtoni (Mammalia: Chiroptera: Molossidae) in Meghalaya, northeastern India », Journal of Threatened Taxa, Wildlife Information Liaison Development Society (d), vol. 6, no 14,‎ 26 décembre 2014, p. 6677-6682 (ISSN 0974-7893 et 0974-7907, DOI 10.11609/JOTT.O4164.6677-82).
- (en) Benoit De Thoisy, Ana Carolina Pavan, Marguerite Delaval, Anne Lavergne, Thomas Luglia, Kevin Pineau, Manuel Ruedi, Vincent Rufray et François Catzeflis, « Cryptic Diversity in Common Mustached Bats Pteronotus cf. parnellii (Mormoopidae) in French Guiana and Brazilian Amapa », Acta Chiropterologica, Musée et institut de zoologie de l'Académie polonaise des sciences (d), vol. 16, no 1,‎ juin 2014, p. 1-13 (ISSN 1508-1109 et 1733-5329, DOI 10.3161/150811014X683228).
- (en) Manuel Ruedi, Benoît Stadelmann, Yann Gager, Emmanuel J. P. Douzery, Charles M. Francis, Liang-Kong Lin, Antonio Guillén-Servent et Alice Cibois, « Molecular phylogenetic reconstructions identify East Asia as the cradle for the evolution of the cosmopolitan genus Myotis (Mammalia, Chiroptera) », Molecular Phylogenetics and Evolution, Academic Press et Elsevier, vol. 69, no 3,‎ 27 août 2013, p. 437-449 (ISSN 1055-7903 et 1095-9513, PMID 23988307, DOI 10.1016/J.YMPEV.2013.08.011, lire en ligne).
- (en) Manuel Ruedi, Nicole Friedli-Weyeneth, Emma C Teeling, Sébastien J Puechmaille et Steven M Goodman, « Biogeography of Old World emballonurine bats (Chiroptera: Emballonuridae) inferred with mitochondrial and nuclear DNA », Molecular Phylogenetics and Evolution, Academic Press et Elsevier, vol. 64, no 1,‎ 9 avril 2012, p. 204-211 (ISSN 1055-7903 et 1095-9513, PMID 22510308, DOI 10.1016/J.YMPEV.2012.03.019).
- (en) Manuel Ruedi, Jayant Biswas et Gábor Csorba, « Bats from the wet: two new species of Tube-nosed bats (Chiroptera: Vespertilionidae) from Meghalaya, India », Revue suisse de zoologie, MHNG, vol. 119,‎ 2012, p. 111–135 (ISSN 0035-418X, DOI 10.5962/BHL.PART.150145).
- (en) Steven M. Goodman, Sébastien J. Puechmaille, Nicole Friedli-Weyeneth, Justin Gerlach, Manuel Ruedi, M. Corrie Schoeman, William T. Stanley et Emma C. Teeling, « Phylogeny of the Emballonurini (Emballonuridae) with descriptions of a new genus and species from Madagascar », Journal of Mammalogy, Baltimore, Allen Press (d), OUP et ASM, vol. 93, no 6,‎ 17 décembre 2012, p. 1440–1455 (ISSN 0022-2372 et 1545-1542, OCLC 1800234, DOI 10.1644/11-MAMM-A-271.1).
- (en) N. Weyeneth, Steven M. Goodman, B. Appleton, R. Wood et Manuel Ruedi, « Wings or winds: inferring bat migration in a stepping-stone archipelago », Journal of Evolutionary Biology, Wiley-Blackwell, vol. 24, no 6,‎ juin 2011 et 28 mars 2011, p. 1298-306 (ISSN 1010-061X et 1420-9101, OCLC 474043725, PMID 21443643, DOI 10.1111/J.1420-9101.2011.02262.X, lire en ligne).
- (en) Emma S. M. Boston, Nicola Hanrahan, Sébastien J. Puechmaille, Manuel Ruedi, Daniel J. Buckley, Mathieu G. Lundy, David D. Scott, Paulo A. Prodöhl, W. I. Montgomery et Emma C. Teeling, « A rapid PCR-based assay for identification of cryptic Myotis spp. (M. mystacinus, M. brandtii and M. alcathoe) », Conservation Genetics Resources, Springer Science+Business Media, vol. 3, no 3,‎ 20 février 2011, p. 557-563 (ISSN 1877-7252 et 1877-7260, DOI 10.1007/S12686-011-9404-9).
- (en) Steven M. Goodman, Nicole Weyeneth, Yahaya Ibrahim, Ishaka Saïd et Manuel Ruedi, « A Review of the Bat Fauna of the Comoro Archipelago », Acta Chiropterologica, Musée et institut de zoologie de l'Académie polonaise des sciences (d), vol. 12, no 1,‎ juin 2010, p. 117–141 (ISSN 1508-1109 et 1733-5329, DOI 10.3161/150811010X504635).
- (en) Justin B. Lack, Zachary P. Roehrs, Craig E. Stanley, Manuel Ruedi et Ronald A. Van Den Bussche, « Molecular phylogenetics of Myotis indicate familial-level divergence for the genus Cistugo (Chiroptera) », Journal of Mammalogy, Baltimore, Allen Press (d), OUP et ASM, vol. 91, no 4,‎ 16 août 2010, p. 976-992 (ISSN 0022-2372 et 1545-1542, OCLC 1800234, DOI 10.1644/09-MAMM-A-192.1).
- (en) Camille M. I. Jan, Katie Frith, Anita M. Glover, Roger K. Butlin, Chris D. Scott, Frank Greenaway, Manuel Ruedi, Alain C. Frantz, Deborah A. Dawson et John D. Altringham, « Myotis alcathoe confirmed in the UK from mitochondrial and microsatellite DNA », Acta Chiropterologica, Musée et institut de zoologie de l'Académie polonaise des sciences (d), vol. 12, no 2,‎ décembre 2010, p. 471-483 (ISSN 1508-1109 et 1733-5329, DOI 10.3161/150811010X538043).
- (en) Nicole Weyeneth, Steven M. Goodman et Manuel Ruedi, « Do diversification models of Madagascar’s biota explain the population structure of the endemic bat Myotis goudoti (Chiroptera: Vespertilionidae)? », Journal of Biogeography, Wiley-Blackwell, vol. 38, no 1,‎ 1er septembre 2010, p. 44-54 (ISSN 0305-0270 et 1365-2699, OCLC 45446950, DOI 10.1111/J.1365-2699.2010.02393.X).

Années 2000
- (en) Charlotte N Henrichsen, Nicolas Vinckenbosch, Sebastian Zöllner, Evelyne Chaignat, Sylvain Pradervand, Frédéric Schütz, Manuel Ruedi, Henrik Kaessmann et Alexandre Reymond, « Segmental copy number variation shapes tissue transcriptomes », Nature Genetics, NPG, vol. 41, no 4,‎ 8 mars 2009, p. 424-429 (ISSN 1061-4036 et 1546-1718, PMID 19270705, DOI 10.1038/NG.345).
- (en) Nadia Bruyndonckx, Sylvain Dubey, Manuel Ruedi et Philippe Christe, « Molecular cophylogenetic relationships between European bats and their ectoparasitic mites (Acari, Spinturnicidae) », Molecular Phylogenetics and Evolution, Academic Press et Elsevier, vol. 51, no 2,‎ 21 février 2009, p. 227-237 (ISSN 1055-7903 et 1095-9513, PMID 19236931, DOI 10.1016/J.YMPEV.2009.02.005).
- (en) Steven M. Goodman, Claudette P. Maminirina, Nicole Weyeneth, Helen M. Bradman, Les Christidis, Manuel Ruedi et Belinda Appleton, « The use of molecular and morphological characters to resolve the taxonomic identity of cryptic species: the case of Miniopterus manavi (Chiroptera, Miniopteridae) », Zoologica Scripta, Wiley-Blackwell, vol. 38, no 4,‎ juillet 2009, p. 339-363 (ISSN 0300-3256 et 1463-6409, DOI 10.1111/J.1463-6409.2008.00377.X).
- (en) Manuel Ruedi, Simon Walter, Martin C Fischer, Dino Scaravelli, Laurent Excoffier et Gerald Heckel, « Italy as a major Ice Age refuge area for the bat Myotis myotis (Chiroptera: Vespertilionidae) in Europe », Molecular Ecology, Wiley-Blackwell, vol. 17, no 7,‎ 6 mars 2008, p. 1801-1814 (ISSN 0962-1083 et 1365-294X, OCLC 39265322, PMID 18331245, DOI 10.1111/J.1365-294X.2008.03702.X).
- (en) Nicole Weyeneth, Steven M. Goodman, William T. Stanley et Manuel Ruedi, « The biogeography of Miniopterus bats (Chiroptera: Miniopteridae) from the Comoro Archipelago inferred from mitochondrial DNA », Molecular Ecology, Wiley-Blackwell, vol. 17, no 24,‎ 26 novembre 2008, p. 5205-5219 (ISSN 0962-1083 et 1365-294X, OCLC 39265322, PMID 19067798, DOI 10.1111/J.1365-294X.2008.03994.X).
- (en) Mathias Currat, Manuel Ruedi, Rémy J Petit et Laurent Excoffier, « The hidden side of invasions: massive introgression by local genes », Evolution, Wiley, vol. 62, no 8,‎ 29 avril 2008, p. 1908-1920 (ISSN 0014-3820 et 1558-5646, PMID 18452573, DOI 10.1111/J.1558-5646.2008.00413.X).
- (en) Sylvain Dubey, Nicolas Salamin, Manuel Ruedi, Patrick Barrière, Marc Colyn et Peter Vogel, « Biogeographic origin and radiation of the Old World crocidurine shrews (Mammalia: Soricidae) inferred from mitochondrial and nuclear genes », Molecular Phylogenetics and Evolution, Academic Press et Elsevier, vol. 48, no 3,‎ 10 juillet 2008, p. 953-963 (ISSN 1055-7903 et 1095-9513, PMID 18657625, DOI 10.1016/J.YMPEV.2008.07.002).
- (en) Vincent Castella, Manuel Ruedi et Laurent Excoffier, « Contrasted patterns of mitochondrial and nuclear structure among nursery colonies of the bat Myotis myotis », Journal of Evolutionary Biology, Wiley-Blackwell, vol. 14, no 5,‎ 7 juillet 2008, p. 708-720 (ISSN 1010-061X et 1420-9101, OCLC 474043725, DOI 10.1046/J.1420-9101.2001.00331.X).
- (en) Patrícia Salgueiro, Manuel Ruedi, Maria Manuela Coelho et Jorge M. Palmeirim, « Genetic divergence and phylogeography in the genus Nyctalus (Mammalia, Chiroptera): implications for population history of the insular bat Nyctalus azoreum », Genetica, Springer Science+Business Media, vol. 130, no 2,‎ juin 2007, p. 169-81 (ISSN 0016-6707 et 1573-6857, OCLC 704024115, PMID 16941086, DOI 10.1007/S10709-006-9004-X).
- (en) Benoît Stadelmann, L-K Lin, Thomas H. Kunz et Manuel Ruedi, « Molecular phylogeny of New World Myotis (Chiroptera, Vespertilionidae) inferred from mitochondrial and nuclear DNA genes », Molecular Phylogenetics and Evolution, Academic Press et Elsevier, vol. 43, no 1,‎ avril 2007, p. 32-48 (ISSN 1055-7903 et 1095-9513, PMID 17049280, DOI 10.1016/J.YMPEV.2006.06.019).
- (en) Patrícia Salgueiro, Jorge M. Palmeirim, Manuel Ruedi et M. Manuela Coelho, « Gene flow and population structure of the endemic Azorean bat (Nyctalus azoreum) based on microsatellites: implications for conservation », Conservation Genetics, Springer Science+Business Media, vol. 9, no 5,‎ 11 octobre 2007, p. 1163-1171 (ISSN 1566-0621 et 1572-9737, OCLC 46805085, DOI 10.1007/S10592-007-9430-Z).
- (en) Pierre Berthier, Laurent Excoffier et Manuel Ruedi, « Recurrent replacement of mtDNA and cryptic hybridization between two sibling bat species Myotis myotis and Myotis blythii », Proceedings of the Royal Society B, Royal Society, vol. 273, no 1605,‎ 22 décembre 2006, p. 3101-9 (ISSN 0962-8452 et 1471-2954, PMID 17018432, PMCID 1679893, DOI 10.1098/RSPB.2006.3680).
- (en) Carlos Ibáñez, Juan L. García-Mudarra, Manuel Ruedi, Benoît Stadelmann et Javier Juste, « The Iberian contribution to cryptic diversity in European bats », Acta Chiropterologica, Musée et institut de zoologie de l'Académie polonaise des sciences (d), vol. 8, no 2,‎ décembre 2006, p. 277-297 (ISSN 1508-1109 et 1733-5329, DOI 10.3161/1733-5329(2006)8[277:TICTCD]2.0.CO;2).
- (en) Gareth Jones, Stuart Parsons, Shuyi Zhang, Benoît Stadelmann, Petr Benda et Manuel Ruedi, « Echolocation calls, wing shape, diet and phylogenetic diagnosis of the endemic Chinese bat Myotis pequinius », Acta Chiropterologica, Musée et institut de zoologie de l'Académie polonaise des sciences (d), vol. 8, no 2,‎ décembre 2006, p. 451-463 (ISSN 1508-1109 et 1733-5329, DOI 10.3161/1733-5329(2006)8[451:ECWSDA]2.0.CO;2).
- (en) Javier Juste, Carlos Ibáñez, Joaquin Muñoz, Domingo Trujillo, Petr Benda, Ahmet Karataş et Manuel Ruedi, « Mitochondrial phylogeography of the long-eared bats (Plecotus) in the Mediterranean Palaearctic and Atlantic Islands », Molecular Phylogenetics and Evolution, Academic Press et Elsevier, vol. 31, no 3,‎ 1er juin 2004, p. 1114-1126 (ISSN 1055-7903 et 1095-9513, PMID 15120404, DOI 10.1016/J.YMPEV.2003.10.005).
- (en) Benoît Stadelmann, David S. Jacobs, Corrie Schoeman et Manuel Ruedi, « Phylogeny of African Myotis Bats (Chiroptera, Vespertilionidae) Inferred from Cytochrome b Sequences », Acta Chiropterologica, Musée et institut de zoologie de l'Académie polonaise des sciences (d), vol. 6, no 2,‎ décembre 2004, p. 177-192 (ISSN 1508-1109 et 1733-5329, DOI 10.3161/001.006.0201).
- (en) Manuel Ruedi et Vincent Castella, « Genetic consequences of the ice ages on nurseries of the bat Myotis myotis: a mitochondrial and nuclear survey », Molecular Ecology, Wiley-Blackwell, vol. 12, no 6,‎ 1er juin 2003, p. 1527-1540 (ISSN 0962-1083 et 1365-294X, OCLC 39265322, PMID 12755881, DOI 10.1046/J.1365-294X.2003.01828.X).
- (en) Javier Juste, Carlos Ibáñez, Domingo Trujillo, Joaquín Muñoz et Manuel Ruedi, « Phylogeography of Barbastelle Bats (Barbastella barbastellus) in the Western Mediterranean and the Canary Islands », Acta Chiropterologica, Musée et institut de zoologie de l'Académie polonaise des sciences (d), vol. 5, no 2,‎ décembre 2003, p. 165-175 (ISSN 1508-1109 et 1733-5329, DOI 10.3161/001.005.0201).
- (en) Manuel Ruedi, Philippe Jourde, Pascal Giosa, Michel Barataud et Sébastien Y. Roué, « DNA reveals the existence of Myotis alcathoe in France (Chiroptera: Vespertilionidae) », Revue suisse de zoologie, MHNG, vol. 109, no 3,‎ septembre 2002, p. 643–652 (ISSN 0035-418X, DOI 10.5962/BHL.PART.79614).
- (en) Manuel Ruedi et Frieder Mayer, « Molecular systematics of bats of the genus Myotis (Vespertilionidae) suggests deterministic ecomorphological convergences. », Molecular Phylogenetics and Evolution, Academic Press et Elsevier, vol. 21, no 3,‎ 1er décembre 2001 et décembre 2001, p. 436-448 (ISSN 1055-7903 et 1095-9513, PMID 11741385, DOI 10.1006/MPEV.2001.1017, lire en ligne).
- (en) Vincent Castella et Manuel Ruedi, « Characterization of highly variable microsatellite loci in the bat Myotis myotis (Chiroptera: Vespertilionidae) », Molecular Ecology, Wiley-Blackwell, vol. 9, no 7,‎ 1er juillet 2000, p. 1000-1002 (ISSN 0962-1083 et 1365-294X, OCLC 39265322, PMID 10886666, DOI 10.1046/J.1365-294X.2000.00939-6.X).
- (en) Vincent Castella, Manuel Ruedi, Laurent Excoffier, Carlos Ibáñez, Raphaël Arlettaz et Hausser J, « Is the Gibraltar strait a barrier to gene flow for the bat Myotis myotis (Chiroptera: Vespertilionidae)? », Molecular Ecology, Wiley-Blackwell, vol. 9, no 11,‎ 1er novembre 2000, p. 1761-1772 (ISSN 0962-1083 et 1365-294X, OCLC 39265322, PMID 11091312, DOI 10.1046/J.1365-294X.2000.01069.X).

Années 1990
- (en) Manuel Ruedi, M. Auberson et Vincent Savolainen, « Biogeography of Sulawesian shrews: testing for their origin with a parametric bootstrap on molecular data », Molecular Phylogenetics and Evolution, Academic Press et Elsevier, vol. 9, no 3,‎ 1er juin 1998 et juin 1998, p. 567-571 (ISSN 1055-7903 et 1095-9513, PMID 9668006, DOI 10.1006/MPEV.1998.0487, lire en ligne).
- (en) Manuel Ruedi, Margaret F. Smith et James L. Patton, « Phylogenetic evidence of mitochondrial DNA introgression among pocket gophers in New Mexico (family Geomyidae). », Molecular Ecology, Wiley-Blackwell, vol. 6, no 5,‎ 1er mai 1997, p. 453-462 (ISSN 0962-1083 et 1365-294X, OCLC 39265322, PMID 9161013, DOI 10.1046/J.1365-294X.1997.00210.X).
- (en) Manuel Ruedi et Peter Vogel, « Chromosomal evolution and zoogeographic origin of southeast Asian shrews (genus Crocidura) », Experientia, Birkhäuser Verlag, vol. 51, no 2,‎ 1er février 1995, p. 174-178 (ISSN 0014-4754, PMID 7875257, DOI 10.1007/BF01929365).
- (en) Manuel Ruedi, « Taxonomic revision of shrews of the genus Crocidura from the Sunda Shelf and Sulawesi with description of two new species (Mammalia: Soricidae) », Zoological Journal of the Linnean Society, Linnean Society of London et OUP, vol. 115, no 3,‎ novembre 1995, p. 211-265 (ISSN 1096-3642 et 0024-4082, OCLC 01799617, DOI 10.1111/J.1096-3642.1995.TB02461.X).
- (en) Manuel Ruedi, Michel Chapuisat et D. Iskandar, « Taxonomic Status of Hylomys parvus and Hylomys suillus (Insectivora: Erinaceidae): Biochemical and Morphological Analyses », Journal of Mammalogy, Baltimore, Allen Press (d), OUP et ASM, vol. 75, no 4,‎ 18 novembre 1994, p. 965-978 (ISSN 0022-2372 et 1545-1542, OCLC 1800234, DOI 10.2307/1382478, JSTOR 1382478).
- (en) Manuel Ruedi, Tiziano Maddalena, Peter Vogel et Y. Obara, « Systematic and Biogeographic Relationships of the Japanese White-Toothed Shrew (Crocidura dsinezumi) », Journal of Mammalogy, Baltimore, Allen Press (d), OUP et ASM, vol. 74, no 3,‎ 20 août 1993, p. 535-543 (ISSN 0022-2372 et 1545-1542, OCLC 1800234, DOI 10.2307/1382273, JSTOR 1382273).